# Лавароне
Лаваро̀не (на италиански: Lavarone; на венециански: Lavaron, Лаварон) е община в Северна Италия, автономна провинция Тренто, автономен регион Трентино-Южен Тирол. Административен център на общината е село Джонги (Gionghi), което е разположено на 1174 m надморска височина. Населението на общината е 1151 души (към 2018 г.).